# 河辺村 (京都府)
河辺村（かわべむら）は、かつて京都府中郡にあった村。現在の京丹後市大宮町河辺にあたる。

## 地理

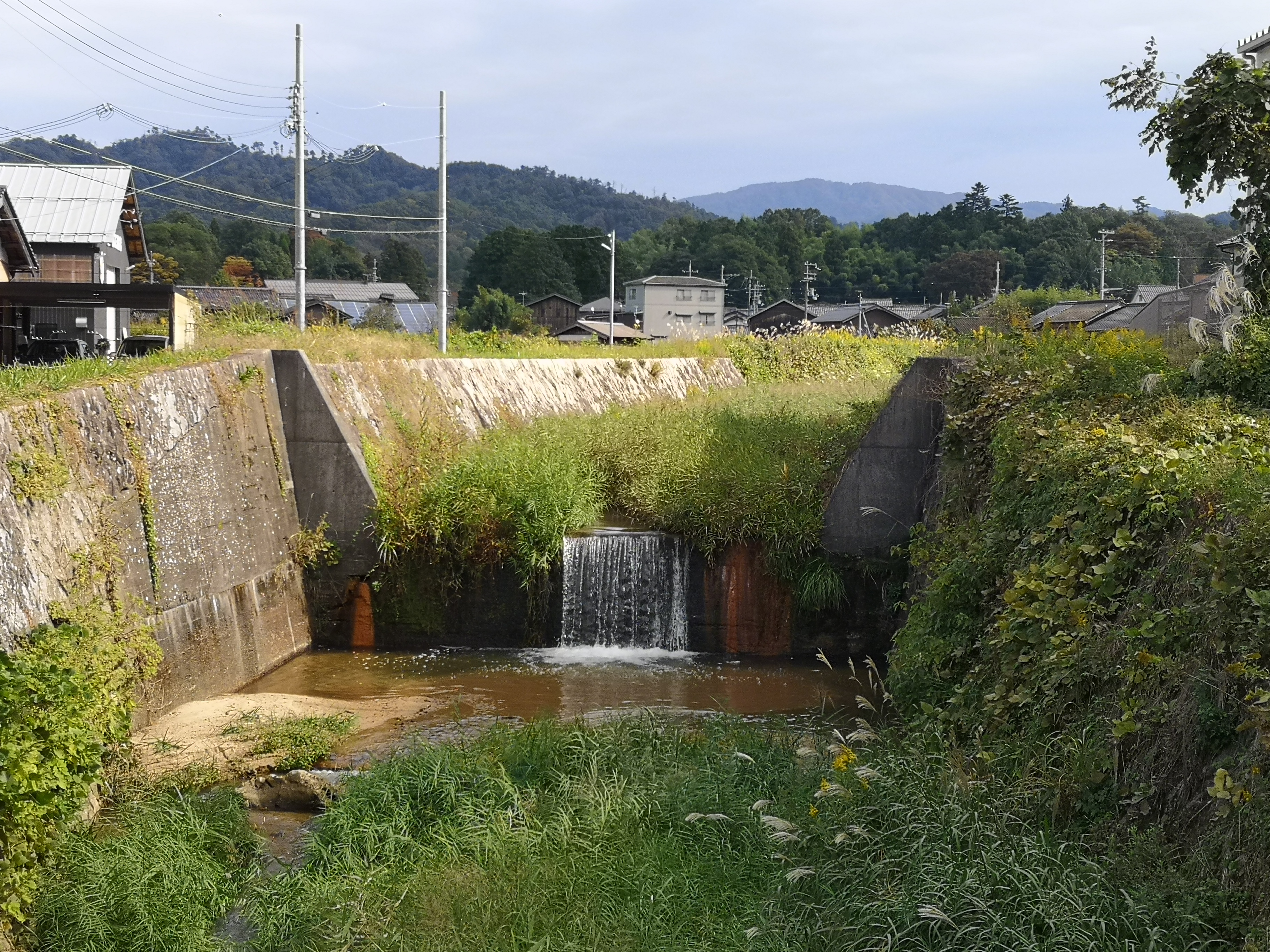
大谷川

- 河川：竹野川、大谷川

## 歴史
- 1889年（明治22年）4月1日 - 町村制の施行により、近世以来の河辺村が単独で中郡河辺村を形成。
- 太平洋戦争時 - 新山村とまたがる場所に峯山海軍航空隊河辺飛行場が設置されていた。
- 1951年（昭和26年）4月1日 - 口大野村・奥大野村・常吉村・三重村・周枳村と合併して大宮町が発足。同日河辺村廃止。

## 名所・旧跡
- 皇大神社
- 正覚寺
- 妙徳寺
- 桔梗屋醤油 - 1914年創業の醤油醸造所。